# داروند ۳
داروند سه یک روستا در ایران است که در دهستان دیره واقع شده‌است. داروند سه ۱۰۴ نفر جمعیت دارد.